# Saint-Jean-de-la-Lande (Saint-Georges)
Pour la municipalité du Témiscouata, voir Saint-Jean-de-la-Lande.
Saint-Jean-de-la-Lande est une ancienne municipalité du Québec (Canada) qui forme maintenant un secteur de la ville de Saint-Georges.
L'arrondissement compte moins de 1 000 habitants et se situe au sud-ouest du centre-ville de Saint-Georges.

## Histoire
Dès 1860, le rang Saint-Jean est ouvert dans la seigneurie d'Aubert-Gallion. Cependant, ce n'est pas avant 1925 que des colons commencent à défricher le territoire qui deviendra Saint-Jean-de-la Lande. La paroisse est fondée en 1932, et la municipalité l'année suivante. Leur territoire a été détaché d'Aubert-Gallion, de Saint-Martin, de Saint-Benoît-Labre et du canton de Shenley. L'abbé Donat Tanguay, premier curé, a été le principal instigateur de la fondation de la localité. Un parc public honore maintenant sa mémoire.
Le 26 septembre 2001, la municipalité de Saint-Jean-de-la-Lande est fusionnée avec Aubert-Gallion, Saint-Georges et Saint-Georges-Est pour former la nouvelle ville de Saint-Georges.

## Administration
| Période | Période | Identité                | Étiquette | Qualité |
| ------- | ------- | ----------------------- | --------- | ------- |
| 1933    | 1935    | Édouard Poulin          |           |         |
| 1935    | 1949    | Odilon Rodrigue         |           |         |
| 1949    | 1952    | Gérard Caron            |           |         |
| 1952    | 1955    | Conrad Veilleux         |           |         |
| 1955    | 1958    | Lionel Thibodeau        |           |         |
| 1958    | 1971    | Lucien Cloutier         |           |         |
| 1971    | 1973    | Louis-Philippe Dallaire |           |         |
| 1973    | 1977    | Normand Rodrigue        |           |         |
| 1977    | 1996    | Fernand Bégin           |           |         |
| 1996    | 2001    | Serge Veilleux          |           |         |